# Lista mostów w Danii
Ze względu na położenie na wielu wyspach w Danii znajduje się wiele mostów oraz wiaduktów, które łączą poszczególne regiony kraju. Poniższa lista przedstawia tylko te mosty, które łączą wyspy Danii ze sobą lub Danię z innymi krajami.

## Lista 25 najdłuższych mostów w Danii
| Miejsce | Zdjęcie | Nazwa                      | Długość (m)               | Rozpiętość przęsła (m) | Rok ukończenia budowy | Lokalizacja                             |        |
| ------- | ------- | -------------------------- | ------------------------- | ---------------------- | --------------------- | --------------------------------------- | ------ |
| 1.      |         | Øresundsbroen              | 7845 (w tym 2300 w Danii) | 490                    | 2000                  | Sund (Kopenhaga–Malmö)                  | [ 1 ]  |
| 2.      |         | Storebæltsbroen (wschodni) | 6790                      | 1624                   | 1998                  | Wielki Bełt (Sjælland–Sprogø)           | [ 2 ]  |
| 3.      |         | Storebæltsbroen (zachodni) | 6611                      | 110                    | 1998                  | Wielki Bełt (Sprogø–Fyn)                | [ 3 ]  |
| 4.      |         | Storstrømbroen             | 3199                      | 136                    | 1937                  | Storstrømmen (Falster–Masnedø)          | [ 4 ]  |
| 5.      |         | Farøbroerne (południowy)   | 1726                      | 290                    | 1984                  | Farø–Falster                            | [ 5 ]  |
| 6.      |         | Sallingsundbroen           | 1717                      | 93                     | 1978                  | Sallingsund (Mors–Jylland)              | [ 6 ]  |
| 7.      |         | Vejlefjordbroen            | 1712                      | 110                    | 1980                  | Vejle Fjord                             | [ 7 ]  |
| 8.      |         | Lillebæltsbroen (nowy)     | 1700                      | 600                    | 1970                  | Mały Bełt (Jylland–Fyn)                 | [ 8 ]  |
| 9.      |         | Farøbroerne (północny)     | 1526                      | ?                      | 1984                  | Farø–Sjælland                           | [ 5 ]  |
| 10.     |         | Svenborgsundbroen          | 1220                      | 90                     | 1966                  | Svendborgsund (Fyn–Tåsinge)             | [ 9 ]  |
| 11.     |         | Lillebæltbroen (stary)     | 1178                      | 220                    | 1935                  | Mały Bełt (Jylland–Fyn)                 | [ 10 ] |
| 12.     |         | Langeland bro              | 774                       | 91                     | 1962                  | Langeland–Siø                           | [ 11 ] |
| 13.     |         | Dronning Alexandrines bro  | 745                       | 127                    | 1943                  | Sjælland–Møn                            | [ 12 ] |
| 14.     |         | Alssundsbroen              | 660                       | 150                    | 1981                  | Sønderborg (Als–Jylland)                | [ 13 ] |
| 15.     |         | Limfjordsbroen             | 640,4                     | ?                      | 1933                  | Limfjord (Jutlandia–Jutlandia Północna) | [ 14 ] |
| 16.     |         | Siøsundbroen               | 558                       | ?                      | 1959                  | Siøsund (Tåsinge–Siø)                   | [ 11 ] |
| 17.     |         | Oddesundbroen              | 472                       | ?                      | 1938                  | Limfjord                                | [ 15 ] |
| 18.     |         | Vilsundbroen               | 382                       | 30                     | 1939                  | Vilsund (Jylland)                       | [ 16 ] |
| 19.     |         | Frederik IX's bro          | 295                       | 25                     | 1963                  | Guldborgsund (Lolland–Falster)          | [ 17 ] |
| 20.     |         | Langebro                   | 250                       | ?                      | 1954                  | Port w Kopenhadze                       | [ 18 ] |
| 21.     |         | Egernsundbroen             | 238                       | 37                     | 1968                  | Egernsund                               | [ 19 ] |
| 22.     |         | Aggersundbroen             | 210                       | 90                     | 1942                  | Limfjord                                | [ 20 ] |
| 23.     |         | Masnedsundbroen            | 201                       | 25                     | 1937                  | Masnedsund (Falster–Sjælland)           | [ 21 ] |
| 24.     |         | Guldborgsundbroen          | 180                       | 7                      | 1934                  | Guldborgsund (Lolland–Falster)          | [ 22 ] |
| 25.     |         | Munkholmbroen              | 114                       | 12,2                   | 1952                  | Isefjord (Sjælland)                     | [ 23 ] |

## Alfabetyczna lista mostów w Danii[24]

### A
- Aggersundbroen
- Alssundbroen

### F
- Farøbroerne
- Most przez cieśninę Fehmarn (planowany, obecnie projekt zastąpiony projektem budowy tunelu pod cieśniną Fehmarn do Niemiec)
- Frederick IX bro

### G
- Storebæltsbroen
- Guldborgsundbroen

### K
- Knippelsbro

### L
- Langebro
- Langeland bro
- Limfjordsbroen
- Lillebæltsbroen (stary i nowy)

### M
- Masnedsundbroen
- Munkholmbroen

### O
- Øresund (połączenie do Szwecji)

### Q
- Dronning Alexandrines bro

### S
- Sallingsundbroen
- Siøsundbroen
- Storstrømbroen
- Svendborgsundbroen

### T
- Teglværksbroen

### V
- Vejlefjordbroen
- Vilsundbroen